# William E. Scheuerman
William E. Scheuerman (* 1965) ist ein US-amerikanischer Politikwissenschaftler und Professor für Politische Wissenschaft an der Indiana University Bloomington. Er ist insbesondere bekannt für seine Arbeiten zur politischen Theorie, Rechtsstaatlichkeit, zivilem Ungehorsam und zur Rezeption der Kritischen Theorie.

## Leben
William E. Scheuerman studierte am Yale University, wo er 1987 seinen Bachelorabschluss erhielt. Er promovierte anschließend an der Harvard University im Fach Politikwissenschaft. Seit 2006 lehrt und forscht er an der Indiana University Bloomington.

## Wirken
Scheuerman beschäftigt sich mit modernen politischen Theorien, insbesondere mit Fragen der Rechtsstaatlichkeit, der Zeitstruktur moderner Demokratien, sowie mit Phänomenen wie dem Ausnahmezustand und autoritären Tendenzen in liberalen Ordnungen. Seine Arbeiten sind stark beeinflusst von Jürgen Habermas,  Franz L. Neumann und anderen Denkern der Kritischen Theorie.

## Werke
- Between the Norm and the Exception: The Frankfurt School and the Rule of Law, 1994
- Carl Schmitt: The End of Law (1999)
- Liberal Democracy and the Social Acceleration of Time, 2004
- Civil Disobedience, 2018
- (Hrsg.) The Cambridge Companion to Civil Disobedience, 2021